# Шанц, Павел
Павел фон Шанц (нем. Paul Schanz; 4 марта 1841, Хорб-ам-Неккар, Баден-Вюртемберг — 1 июня 1905, Тюбинген) — немецкий католический теолог, духовный писатель, педагог, профессор математики, естественных наук, Нового Завета, догматики и апологетики богословия.

## Биография
После учёбы в латинской школе окончил духовную семинарию в Вюртемберге. В 1861—1865 изучал филологию, философию и католическую теологию в Тюбингенском университете.
После рукоположения в 1866 году служил викарием в Шрамберге. Получил докторскую степень на факультете искусств Университета Тюбингена, защитив диссертацию на религиозно-историческую тему. В 1870 продолжил обучение в университетах Парижа и Берлина.
Вскоре после его возвращения, преподавал математику в гимназиях. Затем был назначен профессором Университета Нового Завета в Тюбингене. Ректор. Доктор теологии.
Отличался удивительными знаниями в области филологии, истории, науки, толкований и догматики богословия, которые рассматривал в связи с актуальными научными проблемами, совместимостью эволюции и креационизма, а также историей и доктриной религии. В последние годы жизни, в период научного историзма, внёс значительный вклад в изучении истории науки. Несмотря на то, Шанц считается консервативным богословом, к его работам обращался ряд католических реформаторов и протестантских теологов того времени, среди которых французский философ Морис Блондель.
Награждён Почётным крестом Ордена Вюртембергской короны и возведен во дворянство (1900).

## Избранные труды
Автор ряда книг на религиозные темы, комментариев к 4-м Евангелиям и др.
- Der Cardinal Nicolaus von Cusa als Mathematiker, 1872,
- Die christliche Weltanschauung, 1876.
- Galileo Galilei und sein Prozeß. 1878.
- Commentar über das Evangelium des hl. Matthäus. 1879.
- Commentar über das Evangelium des hl. Marcus. 1881.
- Commentar über das Evangelium des hl. Lucas. 1883.
- Commentar über das Evangelium des hl. Johannes. 1885.
- Apologie des Christentums: Band 1. Gott und die Natur. 1887; Band 2. Gott und die Offenbarung. 1888 ; Band 3. Christus und die Kirche. 1888.
- Die Lehre von den hl. Sacramenten der katholischen Kirche. 1893.
- Das Alter des Menschengeschlechts. 1896
- Über neue Versuche der Apologetik gegenüber dem Naturalismus und Spiritualismus. 1897.
- Ist die Theologie eine Wissenschaft. 1900.
- Die moderne Apologetik. 1903.